# Comté de Rouen
Le comté de Rouen est la division administrative du comte de Rouen, en Normandie. Rollon le reçut de Charles III le Simple en 911, lors du traité de Saint-Clair-sur-Epte. Guillaume Longue-Épée et Richard Sans-Peur en sont également titulaires.
Durant les 20 premières années, Rollon réorganise le comté et répartit les territoires selon les traditions nordiques entre ses proches conseillers et compagnons d'arme. L'implantation des vikings provoque la création de nouveaux toponymes dans le Cotentin et le long des cours d'eau.
Ce domaine a disparu à la création du duché de Normandie.